# Denny Miller

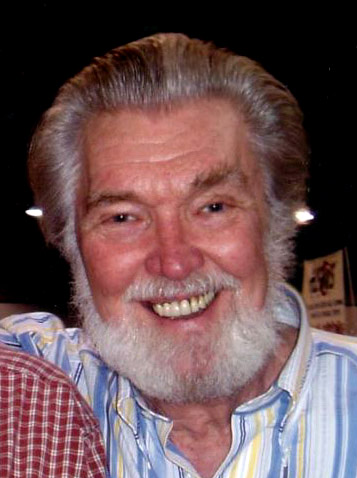
Denny Miller (2007)

Denny Scott Miller (gebürtig Dennis Linn Miller; * 25. April 1934 in Bloomington, Indiana; † 9. September 2014 in Las Vegas, Nevada) war ein US-amerikanischer Schauspieler. Bekannt wurde er insbesondere durch seine Hauptrolle in Tarzan, der Herr des Urwaldes sowie als Darsteller der Fernsehserie Wagon Train.

## Leben
In seiner Jugend spielte Dennis „Denny“ Miller Basketball für die UCLA Bruins an der University of California. Nachdem er von einem Schauspielagenten entdeckt wurde, nahm Metro-Goldwyn-Mayer den blonden, hochgewachsenen, athletischen Miller unter Vertrag. Seine erste kleine Filmrolle hatte er 1958 in Verdammt sind sie alle unter Regie von Vincente Minnelli. Im darauffolgenden Jahr übernahm er die Hauptrolle in Tarzan, der Herr des Urwaldes, für die er allerdings schlechte Kritiken erhielt und die in einem Buch über die Figur als „Tarzan the worst“ verunglimpft wurde. Es blieb bei der einmaligen Darstellung des Tarzan.
Danach wandte sich Miller verstärkt dem Fernsehen zu, wo er neben zahlreichen Gastrollen in Fernsehserien auch einige Fernsehfilme drehte. Zu einer seiner bekanntesten Rollen wurde die des Scouts Duke Shannon in der erfolgreichen Westernserie Wagon Train, die er von 1961 bis 1964 in über 100 Episoden darstellte. Im Anschluss übernahm er die Rolle des Offiziers Mike McCluskey in der NBC-Sitcom Mona McCluskey an der Seite von Juliet Prowse. 1968 spielte er in der Komödie Der Partyschreck an der Seite von Peter Sellers die Rolle des etwas einfältigen Western-Filmstars Bill Kelso. Ab den 1970er-Jahren war er häufig als Gastdarsteller in Fernsehserien zu sehen, ab Mitte der 1980er-Jahre stand er nur noch sporadisch vor der Kamera.
Im Laufe seiner Karriere trat er in mehr als zweihundert Fernsehproduktionen auf. 2004 veröffentlichte er seine Autobiografie Didn't You Used to Be What's His Name?.
Miller starb im September 2014 im Alter von 80 Jahren. Er hinterließ seine Frau Nancy Miller sowie eine Tochter und einen Sohn. Eine frühere Ehe mit der Schauspielerin Kit Smythe endete durch Scheidung.

## Filmografie (Auswahl)
- 1958: Northwest Passage (Fernsehserie, eine Episode)
- 1958: Verdammt sind sie alle (Some Came Running)
- 1959: Tarzan, der Herr des Urwaldes (Tarzan, the Ape Man)
- 1961: Blond, süß und sehr naiv (Love in a Goldfish Bowl)
- 1961–1964: Wagon Train (Fernsehserie, 107 Episoden)
- 1965–1966: Mona McCluskey (Fernsehserie, 26 Episoden)
- 1968: Der Partyschreck (The Party)
- 1971: Vanished (Fernsehfilm)
- 1971: Making It
- 1972: Hydra verschollen in Galaxis 4 (The Doomsday Machine)
- 1972: Der Weg der Verdammten (Buck and the Preacher)
- 1974: The Gravy Train
- 1974: Insel am Ende der Welt (The Island at the Top of the World)
- 1975, 1978: Barnaby Jones (Fernsehserie, 2 Folgen)
- 1977: Danger in Paradise (Fernsehfilm)
- 1978: Dr. Scorpion (Fernsehfilm)
- 1978: Die Nordmänner (The Norseman)
- 1979: Drei Engel für Charlie (Charlie’s Angels, Fernsehserie, Folge: Wenn Engel Urlaub machen)
- 1980: Der Schatz von Caboblanco (Caboblanco)
- 1981: Gehirnwäsche (Circle of Power)
- 1981: The Seal (Fernsehfilm)
- 1981: M*A*S*H (Staffel 9, Folge 8)
- 1983: V (Fernsehfilm)
- 1983: Shooting Stars (Fernsehfilm)
- 1984: Mike Hammer – Ein Mord ist nicht genug (More Than Murder, Fernsehfilm)
- 1984: Dallas (Fernsehserie, vier Episoden)
- 1984: Knight Rider (Fernsehserie, eine Episode)
- 1994–1995: Lonesome Dove: The Series (Fernsehserie, drei Episoden)
- 1996: Dr. Quinn – Ärztin aus Leidenschaft (Dr. Quinn, Medicine Woman, Fernsehserie, zwei Episoden)
- 2005: Hell to Pay

## Werke
- Didn't You Used to Be What's His Name? Autobiografie. To Health With You Publishers, Las Vegas 2004, ISBN 0-9753917-0-4.
- Toxic Waist?...Get To Know Sweat! To Health With You Publishers, Las Vegas 2006, ISBN 0-9753917-1-2.